# Ядро (теория графов)
Ядро графа — это понятие, описывающее поведение графа в отношении гомоморфизмов графа.

## Определение
Граф {\displaystyle C} является ядром, если любой гомоморфизм {\displaystyle f:C\to C} является изоморфизмом, то есть это биекция вершин {\displaystyle C}.
Ядро графа {\displaystyle G} — это граф {\displaystyle C}, такой, что
1. существует гомоморфизм из {\displaystyle G} в {\displaystyle C}
2. существует гомоморфизм из {\displaystyle C} в {\displaystyle G}
3. с этими свойствами граф {\displaystyle C} минимален.

Говорят, что два графа гомоморфно эквивалентны, если они обладают изоморфными ядрами.
Ядро графа, если оно существует, является одновременно минимальным внешне и максимальным внутренне устойчивым множеством ее вершин.

## Примеры
- Любой полный граф является ядром.
- Цикл нечётного порядка является своим же ядром.
- Любые два цикла чётного порядка, и более обще, любые два двудольных графа гомоморфно эквивалентны. Ядром любого такого графа является граф K2.
- Ядро графа, представляющего задачу потребительского выбора, является решением задачи выбора по Нейману-Моргенштерну.[1]
- Если граф не содержит циклов, а множество предпочтений транзитивно, то ядро такого графа дает множество недоминируемых альтернатив.[1]

## Свойства
Любой граф имеет единственное (с точностью до изоморфизма) ядро. Ядро графа G всегда является порождённым подграфом графа G. Если {\displaystyle G\to H} и {\displaystyle H\to G}, то графы {\displaystyle G} и {\displaystyle H} обязательно гомоморфно эквивалентны.

## Вычислительная сложность
Задача проверки, имеет ли граф гомоморфизм в собственный подграф, является NP-полной, и ко-NP-полной задачей является проверка, является ли граф своим собственным ядром (то есть что не существует гомоморфизмов в собственные подграфы).